# Artaza (Álava)
Artaza (en euskera y oficialmente Artatza) es una localidad del concejo de Artaza-Escota, que está situado en el municipio de Ribera Alta, en la provincia de Álava, País Vasco (España).

## Historia
Hacia mediados del siglo XIX, el lugar, por entonces perteneciente a Lacozmonte, tenía contabilizada una población de cuarenta habitantes. Aparece descrito en el segundo volumen del Diccionario geográfico-estadístico-histórico de España y sus posesiones de Ultramar de Pascual Madoz con las siguientes palabras:

ARTAZA: l. en la prov. de Alava (5 leg. á Vitoria), dióc. de Calahorra (20), vicaria de Cuartango, part. jud. de Salinas de Añana (1), herm. y ayunt. de Lacozmonte (1/4): sit. en una altura á la falda de la sierra de Arcamo, con buena ventilacion y clima suave: reune 10 casas, y su igl. parr. (San Cosme y San Damian) es ant. de 1 sola nave formada de un arco continuado y sin artesonado: está servida por 1 cura beneficiado patrimonial, quien en union con 1 secular nombrado por el pueblo, administra el pósito monte-pio, llamado arca de misericordia, cuyo caudal está destinado al préstamo de grano para los pobres labradores: hay 1 ermita (San Antonio Abad) á corta dist. del pueblo cerca de la fuente que abastece de buenas aguas al vecindario, y contigua al camino llamado alli real de Vitoria: el térm. se estiende á poco mas de 1/4 de leg.: confina al N. con el valle de Cuartango á 3/4, por E. con Escota á 1/2; por S. con el de Añana, y por O. con Barron á igual dist.: corre de E. á O. por la parte N. la cordillera de montes que desde Nanclares de la Oca viene por Montevite, Subijana, Morilla, Hormijana y Escota, y pasa por Artaza con direccion á la Peña de Orduña por Yarron, Guinea, Cárcamo, Fresneda, Osma y Berberana: el terreno dedicado al cultivo, es delgado, poco compacto y de mediana feracidad, y el monte está bien arbolado de encina: los caminos son locales, así como el mencionado real de Vitoria que desde Villarcayo entra en la hermandad de Lacozmonte, es malo por la calidad y desigualdad del terreno: el correo se recibe de Miranda de Ebro por el baligero de Añana: prod. trigo, otros cereales, varias legumbres y algun lino; pero carece de huertas por falta de agua: cria ganado mular, de cerda, vacuno, lanar y cabrío alguna caza de perdices y liebres, y aves de paso: pobl. 10 vec., 40 alm.: riqueza y contr. (V. Alava Intendencia).
(Madoz, 1845, p. 601)

En la actualidad, pertenece al municipio de Ribera Alta.

## Demografía
En 2022, la entidad singular de población tenía empadronados doce habitantes y el núcleo de población, los mismos.
| Gráfica de evolución demográfica de Artaza entre 2000 y 2017 |
|                                                              |
| Población de derecho según los censos de población del INE.  |

## Patrimonio
Hay en el concejo una iglesia de San Cosme y San Damián.